# New York City Opera

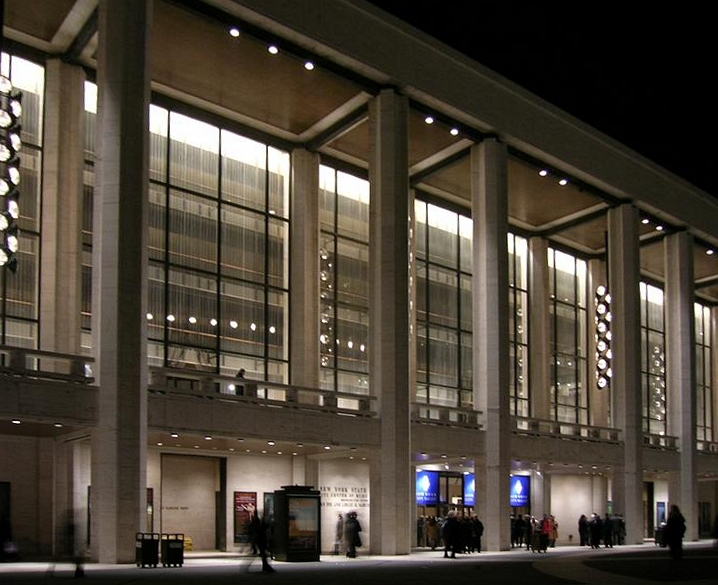
New York City Opera

The New York City Opera (NYCO) har sina lokaler i New York State Theater, ritat av Philip Johnson, vid Lincoln Center i New York. Huset öppnades 22 februari 1966.
NYCO har en tradition att lansera och stödja amerikanska sångare. Ungefär en tredjedel av produktionerna är amerikanska operor.
Säsongen 2013-14 blev inställd och New York City Opera är under avveckling.